# Marc Egnaci Rufus
Marc Egnaci Rufus (llatí: Marcus Egnatius Rufus) va ser un magistrat romà que va viure al segle i aC. Formava part de la gens Egnàcia, una gens romana d'origen samnita.
Va ser edil l'any 20 aC i es va fer molt popular quan va extingir uns focs amb l'ajut dels seus propis servidors. L'any següent va obtenir el càrrec de pretor, en oposició a la llei de terminis entre magistratures. Animat per aquest èxit va voler ser cònsol el 18 aC, però el cònsol Gai Senti Saturní va refusar acceptar-lo com a candidat. Llavors va entrar en un complot per assassinar August i ocupar el poder però descoberta la trama, va ser empresonat i executat.